# Consul ordinarius
A consul ordinariusok a Római Köztársaság főtisztviselői – röviden consulok – voltak. A comitia centuriata választotta őket, ők adtak nevet az évnek. 
Az ordinarius („rendes” latinul) megkülönböztető terminusra akkor volt szükség, ha az eredetileg megválasztott és beiktatott consulok – a consul ordinariusok – valamelyike (esetleg mindkettejük) hivatali évében elhunyt vagy lemondott, a senatus kinevezett helyette egy consul suffectust. A császárkorban – tekintve, hogy a consuli magistratura elvesztette súlyát – az a gyakorlat állandósult, hogy a consul ordinariusok csak az év első néhány hónapjában maradtak hivatalban, az év többi részében, illetve a már megválasztott, a következő évben őket követő consulokat nevezték consul suffectusnak.